# Oidemastis aeatusalis
Oidemastis aeatusalis là một loài bướm đêm trong họ Noctuidae.